# Futarigoto
«Futarigoto» (яп. ふたりごと Футаригото) — песня японской рок-группы RADWIMPS, выпущенная 17 мая 2006 года в качестве первого из трёх синглов с альбома Radwimps 4: Okazu no Gohan. Первый сингл группы, получивший платиновую сертификацию RIAJ.

## О песне
По словам вокалиста и автора песни Ёдзиро Ноды, «Futarigoto» вместе с их следующим синглом «Yuushinron» потребовали невероятных усилий для создания. «Futarigoto» была написана и сессии записи начались ещё до выхода Radwimps 3. Изначально песня была записана быстро, однако участники группы не могли понять, как закончить её. Она была завершена во время той же сессии, что и «By My Side», сторона «Б» сингла «Setsuna Rensa».
В начале аранжировка песни проста, однако со временем усложняется, появляется дисторшн вокала, а инструменты начинают играть сильнее. Завершается песня инструментальным аутро, состоящим из звуков искажённой гитары. Существует две вариации этой песни — версия из сингла и версия из Radwimps 4.

## Музыкальное видео
Музыкальное видео было срежиссировано Дайскэ Симадой, который также работал над видеоклипами на песни из Radwimps 3 и Radwimps 4. Видео снято в японской старшей школе во время сезона цветения сакуры, состоящее из длинных общих планов, показывающих территорию школы. В видео показано, как группа исполняет песню на крыше школы, но кадр часто меняется, чтобы показать деятельность разных учеников, в частности, девушку и парня, которые останавливаются, замечая друг друга.
Видеоклип был загружен на официальный YouTube-канал RADWIMPS 2 июля 2009 года, и с того момента был просмотрен примерно 38 000 000 раз (по состоянию на январь 2019 года).

## Отзывы критиков
В обзоре What's In? был отмечен «замечательный рост» после выхода альбома Radwimps 3, а также то, что у слов песни «уникальная точка зрения», из-за чего слушатели могут спонтанно смеяться и плакать. Рецензент описал её как «полностью любовная песня». В обзоре CDJournal было отмечено, что у песни есть «глубина, расширяющаяся повсюду и непредсказуемая мелодия». Рецензент считал, что текст песни был слиянием юмора и романтизма, и простых чувств о юности и любви.

## Список композиций
| №                   | Название            | Длительность |
| ------------------- | ------------------- | ------------ |
| 1.                  | «Futarigoto»        | 4:20         |
| 2.                  | «Loveable»          | 5:43         |
| Общая длительность: | Общая длительность: | 10:03        |

## Позиции в чартах
| Чарт (2006)                 | Высшая позиция |
| --------------------------- | -------------- |
| Еженедельные альбомы Oricon | 16             |

## Продажи и сертификации
| Чарт                      | Количество          |
| ------------------------- | ------------------- |
| Физические продажи Oricon | 27 000              |
| Сертификация RIAJ (цифр.) | Platinum (250 000+) |